# رود توماس
رود توماس (بالإنجليزية: Rod Thomas)‏ (11 يناير 1947 - ) هو لاعب كرة قدم بريطاني في مركز الظهير. شارك مع منتخب ويلز لكرة القدم. أما مع النوادي، فقد لعب مع ديربي كاونتي وسويندون تاون وكارديف سيتي ونادي باري تاون يونايتد ونيوبورت كونتي ونادي باث سيتي ونادي غلوستر سيتي.

## وصلات خارجية
- رود توماس على موقع قاعدة بيانات كرة القدم.إي يو (الإنجليزية)